# Gazpromawia
Gazpromawia – rosyjska linia lotnicza z siedzibą w Moskwie, głównym portem przesiadkowym jest port lotniczy Moskwa-Wnukowo.

## Flota
We flocie linii Gazpromawia znajdują się maszyny (stan na 1 marca 2021):
- 3 Boeing 737-700
- 8 Suchoj Superjet 100
- 3 Jak-40
- 4 Let L-410 Turbolet
- 74 Mi-8
- 2 Mi-2